# 独創性を拓く先端技術大賞
独創性を拓く先端技術大賞（どくそうせいをひらくせんたんぎじゅつたいしょう）は、産経新聞社が、"「科学技術創造立国」の実現に向け、優れた研究開発成果をあげた、全国の理工系学生と企業の若手研究者および技術者を表彰する"目的で設置した賞。

## 概要
自然科学分野の学生の研究意欲を高めることを目的に、1987年に日本工業新聞（現題号：フジサンケイビジネスアイ）により、ノーベル化学賞受賞者の福井謙一の協力のもと創設された「独創性を拓く先端技術学生論文」が発祥で、第16回・2002年より、企業の若手研究者も表彰対象に加えられ、現在の名称に改められた。
このため、本表彰制度は「企業・産学部門」「学生部門」の2部門からなる。
「企業・産学部門」は募集年度に原則40歳以下の研究者が新たに公表した、企業・団体もしくは産学連携による研究開発成果、特に、近い将来の実用化を見据えた技術開発、新製品などが対象となっている。
また、幾つかの募集分野が設定されているが、それ以外のノンセクション枠もあり、全ての自然科学分野（医学・薬学・理学・工学・農学・情報学など）が対象となっている。
- 審査委員会 - 全国の関係大学教授と企業の研究開発担当役員などで構成する。各委員は、フジサンケイビジネスアイが審査項目別に各8人前後を委嘱する。
- 表彰制度委員会 - 文部科学省、経済産業省、フジサンケイ ビジネスアイ、フジサンケイグループ関係者からなり、本表彰制度がより客観性、公平性を高めるために、必要に応じて助言・指導するとともに、下部組織である事務局を通じ表彰制度の運営・実施にあたる。

授賞式・レセプションは、例年、募集の翌年度の6月もしくは7月に、高円宮妃の臨席のもと、執り行われる。

## 賞一覧

### 「企業・産学部門」
- 最優秀賞 - 経済産業大臣賞（1件）
- 優秀賞 - フジサンケイ ビジネスアイ賞（第16回・第17回は、日本工業新聞社賞）（1件）・産経新聞社賞（1件）
- 特別賞 - （1～2件）

### 「学生部門」
- 最優秀賞　文部科学大臣賞（1件）
- 優秀賞　　ニッポン放送賞（1件）・フジテレビジョン賞（1件）
- 特別賞（1～2件）

## 団体別受賞数

### 「企業・産学部門」（第16回・2002年～第27回・2013年）
- 日本電気株式会社（7回）
- 東レ株式会社（4回）
- 独立行政法人情報通信研究機構（4回）
- キリンビール株式会社（2回）
- 日本原子力研究所（2回）
- 株式会社日立製作所（2回）
- JFEスチール株式会社（2回）
- 三井化学株式会社（2回）
- 株式会社KDDI研究所（2回）
- 独立行政法人産業技術総合研究所（2回）
- 富士フイルム株式会社（2回）
- インフォコム株式会社
- NECトーキン株式会社
- 川崎製鉄株式会社
- ダイハツ工業株式会社
- 財団法人鉄道総合技術研究所
- テルモ株式会社
- 東芝メディカルシステムズ株式会社
- 株式会社トプコン
- 日本光電工業株式会社
- 日本電信電話株式会社
- 株式会社日立メディコ
- ペンタックス株式会社
- 松下電器産業株式会社
- 瑞穂医科工業株式会社
- ファナック株式会社
- キヤノン株式会社
- TDK株式会社
- 株式会社東芝研究開発センター
- 株式会社創晶
- 株式会社IHI
- マグナビート株式会社
- 古河機械金属株式会社
- 財団法人電力中央研究所
- 月島機械株式会社
- セキテクノトロン株式会社
- 株式会社竹中工務店
- 株式会社神戸製鋼所
- 神鋼メタルプロダクツ株式会社
- 株式会社フジクラ
- NTTエレクトロニクス株式会社
- アプライドバイオシステムズジャパン株式会社
- 独立行政法人 放射線医学総合研究所
- 応用光研工業株式会社
- 花王株式会社
- 月桂冠株式会社
- 日本メディカルマテリアル株式会社
- 財団法人ファインセラミックスセンター
- 大日本印刷株式会社
- パナソニック株式会社
- 独立行政法人物質・材料研究機構
- 天山酒造株式会社
- 佐賀県工業技術センター
- 株式会社タムラ製作所
- 株式会社光波
- 独立行政法人海洋研究開発機構
- 富士電機株式会社
- （産学連携）東京大学（3回）
- （産学連携）大阪大学（2回）
- （産学連携）東北大学（2回）
- （産学連携）東京女子医科大学
- （産学連携）慶應義塾大学
- （産学連携）筑波大学
- （産学連携）東京工業大学
- （産学連携）神戸大学
- （産学連携）京都大学
- （産学連携）大阪府立大学
- （産学連携）麻布大学
- （産学連携）広島大学
- （産学連携）九州大学
- （産学連携）横浜国立大学
- （産学連携）佐賀大学

### 「学生部門」（第1回・1987年～第27回・2013年）
- 東京大学（43回）
- 東京工業大学（26回）
- 東北大学（14回）
- 九州大学（12回）
- 筑波大学（10回）
- 名古屋大学（9回）
- 大阪大学（6回）
- 京都大学（6回）
- 大阪府立大学（6回）
- 早稲田大学（6回）
- 東京農工大学（5回）
- 慶應義塾大学（4回）
- 長岡技術科学大学（4回）
- 東京理科大学（4回）
- 電気通信大学（3回）
- 北海道大学（3回）
- 奈良先端科学技術大学院大学（3回）
- 九州工業大学（2回）
- 九州東海大学（2回）
- 熊本大学（2回）
- 広島大学（2回）
- 千葉大学（2回）
- 中央大学（2回）
- 東京電機大学（2回）
- 宇都宮大学
- 香川医科大学
- 大阪産業大学
- 東京都立科学技術大学
- 東京都立大学 (1949-2011)
- 東京農業大学
- 武蔵大学
- 福岡大学
- 北海道工業大学
- 名古屋工業大学
- 横浜国立大学
- 神戸大学
- パデュー大学

- 徳山工業高等専門学校（4回）
- 長岡工業高等専門学校（2回）
- 仙台電波工業高等専門学校（2回）
- 東京都立工業高等専門学校（2回）
- 東京都立航空工業高等専門学校
- 久留米工業高等専門学校
- 大阪府立工業高等専門学校
- 苫小牧工業高等専門学校
- 米子工業高等専門学校

（校名は受賞当時）